# 아르웬
아르웬(Arwen)은 《반지의 제왕》의 등장인물이다. 리븐델의 군주 엘론드의 외동딸이자 곤도르 연합 왕국의 초대 왕비이다.

## 개요
아르웬은 태양의 제3시대 241년 엘론드와 켈레브리안 사이에서 태어났다. 가운데땅의 요정들 사이에서는 찬란하게 빛나는 저녁별과도 같은 존재였기 때문에 저녁별이라는 의미의 운도미엘(undomíel)이라는 별칭을 가졌다.
3시대의 요정과 인간을 통틀어 가장 아름다운 존재라는 평가를 받았다. 피부는 맑고 흠 하나 없이 깨끗하고 매끄러웠으며, 그림자 같이 검고 긴 머리칼과 맑은 저녁하늘과 같은 회색빛 눈동자를 지닌 매우 아름다운 여성으로 엘론드가 여성으로 나타나기라도 한 것 같은 모습이었다고 묘사된다. 또한 모든 일루바타르의 자손 중 가장 아름다웠다는 루시엔 티누비엘의 후손으로 루시엔의 후손 중 가장 그녀를 많이 닮았으며, 마치 그녀가 살아 돌아오기라도 한 듯 아름다웠다고 한다.

## 작중행적
어머니 켈레브리안이 오크들의 고문을 받은 뒤 발리노르로 떠나자, 아르웬은 로스로리엔에서 외할머니 갈라드리엘의 보살핌 아래서 지냈다.
제3시대 말 아라고른이 자신의 혈통에 대해 알게 된 후에 베렌과 루시엔의 노래를 부르던 중 숲속에서 춤을 추고 있는 그녀를 보게 된다. 아르웬을 자신이 부르던 노래 속의 루시엔이라고 착각한 아라고른은 그녀를 티누비엘이라고 부른다. 이에 아르웬은 그와 대화를 나누었고, 자신의 이름과 아라고른의 혈통과의 관련성을 말해준다.
이후 아라고른은 두네다인의 족장으로서 30년간 방랑자로 활동한다. 이후에 잠시 로스로리엔을 방문하게 되는데, 이때 우연히 로스로리엔에 머무르고 있던 아르웬과 만나서 약혼한다.
반지전쟁 동안에는 리븐델에 은거하며 아라고른을 위한 깃발을 짰다.
반지전쟁이 끝난 후 아르노르-곤도르 재통합 왕국의 통치자가 된 아라고른와 혼인하여 왕국의 후계자이자 친아들 엘다리온을 낳았다. 그녀는 반요정 에아렌딜의 후손으로 요정의 삶 혹은 인간의 삶 중 하나를 골라 그 여생을 살아야 했고 부친과 쌍둥이 오빠와 달리 인간의 삶을 선택하였다.
행복했던 아르웬의 운명은 불행으로 끝날 수 밖에 없었는데, 아라고른의 수명이 누메노르인의 후손이라서 긴 편이었으나, 불멸의 요정이었던 그녀에게는 한낱 찰나에 불과한 것이었기 때문이다. 제4시대 120년에 아라고른의 수명이 다하자 그녀는 큰 슬픔에 빠졌고, 무덤 밖으로 나온 그녀의 모습은 사람들이 보기에 몹시도 지치고, 별 하나 뜨지 않는 겨울의 저녁 하늘처럼 삭막하며 늙게 느껴졌다고 한다. 이후에는 엘다리온과 가족들에게 작별인사를 한 뒤, 모두가 떠나 황폐해진 로스로리엔의 케린 암로스에서 1년 뒤 사망했다.

## 실사영화 시리즈에서
피터 잭슨 감독의 반지의 제왕 실사영화 시리즈에서는 원작에 비해 아르웬의 비중이 상당히 상향되었다. 배우는 리브 타일러
프로도가 나즈굴의 독에 당한 뒤 쫓기고 있었을 때 그를 도와 나즈굴의 추격을 받는 것은 원래 글로르핀델의 역할이었으나, 실사영화에서는 글로르핀델이 삭제되고 아르웬이 그 역할을 하게 된다.
영화가 진행되면서 아르웬은 서쪽의 발리노르로 떠나는 여정에 참여하는데, 아라고른은 언젠가 죽을 것이며 그가 죽으면 그녀에게는 더 이상 희망도 삶도 존재하지 않을 것이라는 환영을 엘론드가 보여줬기 때문이었다. 그러나 숲속을 지나던 중 아르웬은 아이가 뛰노는 환영을 보게 되고, 희망이 없을 것이라는 엘론드의 말과는 달리 새로운 희망이 존재하는 미래가 있을 수 있음을 알게 된다. 아르웬은 다시 깊은골로 돌아가 엘론드에게 부러진 나르실을 안두릴로 벼리게 끔 설득한다.
사우론을 비롯한 어둠의 세력들이 강해질수록 저녁별의 빛은 사그라들고, 아르웬은 약해지며 죽어간다는 설정이 추가된다. 이는 엘론드가 하는 엘다르의 생명이 아르웬을 떠나고 있다는 대사로도 표현된다.

## 복잡한 내력
혈통의 중요성이 부각되는 세계관 안에서도 굉장히 복잡한 계보를 가졌다. 그 혈통 중에서는《반지의 제왕》 이전의 시대적 배경에서 활동한 걸출한 존재가 많이 언급되어 소설만 읽은 독자에게는 크게 와닿지 않을 수 있으나, 무려 세상의 창조를 도운 마이아, 세 요정 대왕 그리고 세 인간 영웅 가문의 피를 모두 가진 여성이다.
계보를 따라 올라가면《실마릴리온》의 초반부에 등장하는 바냐르 대왕 잉궤, 놀도르 대왕 핀웨, 신다르 대왕 엘웨의 피를 모두 가지고 있다. 또한 세 인간 영웅 가문인 할레스, 하도르, 베오르 가문의 피와  영적존재인 마이아 멜리안의 혈통도 가지고 있다.
이러한 혈통은 누메노르 왕족들의 혈통과도 비슷한데, 이는 누메노르 왕조의 시조인 엘로스가 아르웬의 아버지인 엘론드와 형제이기 때문이다. 사실상 작중 등장하는 요정 군주와 인간 왕족은 서로 혈연적으로 굉장히 먼 친척 관계인 것이다. 이러한 고귀한 계보는 단적으로 험한 시련을 겪은 자신의 남편 아라고른 2세가 그녀의 짝으로 알맞은 존재임을 알려주는 역할을 하며, 작품 내적으로는 오랫동안 나뉘어 있던 에아렌딜의 가계를 다시 하나로 합쳤다는 의의가 있다.
| 핀웨 | 핀웨 | 핀웨 | 핀웨 | 핀웨   | 핀웨   |        |        | 인디스 | 인디스 | 인디스 | 인디스 | 인디스 | 인디스 |                                                                     |          | 하도르 가문 | 하도르 가문 | 하도르 가문 | 하도르 가문 | 하도르 가문 | 하도르 가문 |        |        | 할레스 가문 | 할레스 가문 | 할레스 가문 | 할레스 가문 | 할레스 가문 | 할레스 가문 |            |            | 베오르 가문 | 베오르 가문 | 베오르 가문 | 베오르 가문 | 베오르 가문 | 베오르 가문 |            |            | 싱골     | 싱골     | 싱골     | 싱골     | 싱골   | 싱골   |        |        | 멜리안 | 멜리안 | 멜리안 | 멜리안 | 멜리안 | 멜리안 |
| 핀웨 | 핀웨 | 핀웨 | 핀웨 | 핀웨   | 핀웨   |        |        | 인디스 | 인디스 | 인디스 | 인디스 | 인디스 | 인디스 |                                                                     |          | 하도르 가문 | 하도르 가문 | 하도르 가문 | 하도르 가문 | 하도르 가문 | 하도르 가문 |        |        | 할레스 가문 | 할레스 가문 | 할레스 가문 | 할레스 가문 | 할레스 가문 | 할레스 가문 |            |            | 베오르 가문 | 베오르 가문 | 베오르 가문 | 베오르 가문 | 베오르 가문 | 베오르 가문 |            |            | 싱골     | 싱골     | 싱골     | 싱골     | 싱골   | 싱골   |        |        | 멜리안 | 멜리안 | 멜리안 | 멜리안 | 멜리안 | 멜리안 |
|      |      |      |      |        |        |        |        |        |        |        |        |        |        |                                                                     |          |             |             |             |             |             |             |        |        |             |             |             |             |             |             |            |            |             |             |             |             |             |             |            |            |          |          |          |          |        |        |        |        |        |        |        |        |        |        |
|      |      |      |      | 핑골핀 | 핑골핀 | 핑골핀 | 핑골핀 | 핑골핀 | 핑골핀 |        |        |        |        |                                                                     |          | 갈도르      | 갈도르      | 갈도르      | 갈도르      | 갈도르      | 갈도르      |        |        | 하레스      | 하레스      | 하레스      | 하레스      | 하레스      | 하레스      |            |            | 바라히르    | 바라히르    | 바라히르    | 바라히르    | 바라히르    | 바라히르    |            |            |          |          |          |          |        |        |        |        |        |        |        |        |        |        |
|      |      |      |      | 핑골핀 | 핑골핀 | 핑골핀 | 핑골핀 | 핑골핀 | 핑골핀 |        |        |        |        |                                                                     |          | 갈도르      | 갈도르      | 갈도르      | 갈도르      | 갈도르      | 갈도르      |        |        | 하레스      | 하레스      | 하레스      | 하레스      | 하레스      | 하레스      |            |            | 바라히르    | 바라히르    | 바라히르    | 바라히르    | 바라히르    | 바라히르    |            |            |          |          |          |          |        |        |        |        |        |        |        |        |        |        |
|      |      |      |      |        |        |        |        |        |        |        |        |        |        |                                                                     |          |             |             |             |             |             |             |        |        |             |             |             |             |             |             |            |            |             |             |             |             |             |             |            |            |          |          |          |          |        |        |        |        |        |        |        |        |        |        |
|      |      |      |      | 투르곤 | 투르곤 | 투르곤 | 투르곤 | 투르곤 | 투르곤 |        |        | 엘렌웨 | 엘렌웨 | 엘렌웨                                                              | 엘렌웨   | 엘렌웨      | 엘렌웨      |             |             | 후오르      | 후오르      | 후오르 | 후오르 | 후오르      | 후오르      |             |             |             |             |            |            | 베렌        | 베렌        | 베렌        | 베렌        | 베렌        | 베렌        |            |            |          |          |          |          | 루시엔 | 루시엔 | 루시엔 | 루시엔 | 루시엔 | 루시엔 |        |        |        |        |
|      |      |      |      | 투르곤 | 투르곤 | 투르곤 | 투르곤 | 투르곤 | 투르곤 |        |        | 엘렌웨 | 엘렌웨 | 엘렌웨                                                              | 엘렌웨   | 엘렌웨      | 엘렌웨      |             |             | 후오르      | 후오르      | 후오르 | 후오르 | 후오르      | 후오르      |             |             |             |             |            |            | 베렌        | 베렌        | 베렌        | 베렌        | 베렌        | 베렌        |            |            |          |          |          |          | 루시엔 | 루시엔 | 루시엔 | 루시엔 | 루시엔 | 루시엔 |        |        |        |        |
|      |      |      |      |        |        |        |        |        |        |        |        |        |        |                                                                     |          |             |             |             |             |             |             |        |        |             |             |             |             |             |             |            |            |             |             |             |             |             |             |            |            |          |          |          |          |        |        |        |        |        |        |        |        |        |        |
|      |      |      |      |        |        |        |        | 이드릴 | 이드릴 | 이드릴 | 이드릴 | 이드릴 | 이드릴 |                                                                     |          |             |             |             |             | 투오르      | 투오르      | 투오르 | 투오르 | 투오르      | 투오르      |             |             |             |             | 님로스     | 님로스     | 님로스      | 님로스      | 님로스      | 님로스      |             |             | 디오르     | 디오르     | 디오르   | 디오르   | 디오르   | 디오르   |        |        |        |        |        |        |        |        |        |        |
|      |      |      |      |        |        |        |        | 이드릴 | 이드릴 | 이드릴 | 이드릴 | 이드릴 | 이드릴 |                                                                     |          |             |             |             |             | 투오르      | 투오르      | 투오르 | 투오르 | 투오르      | 투오르      |             |             |             |             | 님로스     | 님로스     | 님로스      | 님로스      | 님로스      | 님로스      |             |             | 디오르     | 디오르     | 디오르   | 디오르   | 디오르   | 디오르   |        |        |        |        |        |        |        |        |        |        |
|      |      |      |      |        |        |        |        |        |        |        |        |        |        |                                                                     |          |             |             |             |             |             |             |        |        |             |             |             |             |             |             |            |            |             |             |             |             |             |             |            |            |          |          |          |          |        |        |        |        |        |        |        |        |        |        |
|      |      |      |      |        |        |        |        |        |        |        |        |        |        |                                                                     |          |             |             |             |             |             |             |        |        |             |             |             |             |             |             |            |            |             |             |             |             |             |             |            |            |          |          |          |          |        |        |        |        |        |        |        |        |        |        |
|      |      |      |      |        |        |        |        |        |        |        |        |        |        | 에아렌딜                                                            | 에아렌딜 | 에아렌딜    | 에아렌딜    | 에아렌딜    | 에아렌딜    |             |             |        |        |             |             | 엘윙        | 엘윙        | 엘윙        | 엘윙        | 엘윙       | 엘윙       |             |             | 엘루레드    | 엘루레드    | 엘루레드    | 엘루레드    | 엘루레드   | 엘루레드   |          |          | 엘루린   | 엘루린   | 엘루린 | 엘루린 | 엘루린 | 엘루린 |        |        |        |        |        |        |
|      |      |      |      |        |        |        |        |        |        |        |        |        |        | 에아렌딜                                                            | 에아렌딜 | 에아렌딜    | 에아렌딜    | 에아렌딜    | 에아렌딜    |             |             |        |        |             |             | 엘윙        | 엘윙        | 엘윙        | 엘윙        | 엘윙       | 엘윙       |             |             | 엘루레드    | 엘루레드    | 엘루레드    | 엘루레드    | 엘루레드   | 엘루레드   |          |          | 엘루린   | 엘루린   | 엘루린 | 엘루린 | 엘루린 | 엘루린 |        |        |        |        |        |        |
|      |      |      |      |        |        |        |        |        |        |        |        |        |        |                                                                     |          |             |             |             |             |             |             |        |        |             |             |             |             |             |             |            |            |             |             |             |             |             |             |            |            |          |          |          |          |        |        |        |        |        |        |        |        |        |        |
|      |      |      |      |        |        |        |        |        |        |        |        |        |        |                                                                     |          |             |             |             |             |             |             |        |        |             |             |             |             |             |             | 갈라드리엘 | 갈라드리엘 | 갈라드리엘  | 갈라드리엘  | 갈라드리엘  | 갈라드리엘  |             |             | 켈레보른   | 켈레보른   | 켈레보른 | 켈레보른 | 켈레보른 | 켈레보른 |        |        |        |        |        |        |        |        |        |        |
|      |      |      |      |        |        |        |        |        |        |        |        |        |        |                                                                     |          |             |             |             |             |             |             |        |        |             |             |             |             |             |             | 갈라드리엘 | 갈라드리엘 | 갈라드리엘  | 갈라드리엘  | 갈라드리엘  | 갈라드리엘  |             |             | 켈레보른   | 켈레보른   | 켈레보른 | 켈레보른 | 켈레보른 | 켈레보른 |        |        |        |        |        |        |        |        |        |        |
|      |      |      |      |        |        |        |        |        |        |        |        |        |        |                                                                     |          |             |             |             |             |             |             |        |        |             |             |             |             |             |             |            |            |             |             |             |             |             |             |            |            |          |          |          |          |        |        |        |        |        |        |        |        |        |        |
|      |      |      |      |        |        |        |        |        |        |        |        |        |        |                                                                     |          |             |             |             |             |             |             |        |        |             |             |             |             |             |             |            |            |             |             |             |             |             |             |            |            |          |          |          |          |        |        |        |        |        |        |        |        |        |        |
|      |      |      |      |        |        |        |        |        |        |        |        |        |        | 엘로스                                                              | 엘로스   | 엘로스      | 엘로스      | 엘로스      | 엘로스      |             |             |        |        |             |             | 엘론드      | 엘론드      | 엘론드      | 엘론드      | 엘론드     | 엘론드     |             |             | 켈레브리안  | 켈레브리안  | 켈레브리안  | 켈레브리안  | 켈레브리안 | 켈레브리안 |          |          |          |          |        |        |        |        |        |        |        |        |        |        |
|      |      |      |      |        |        |        |        |        |        |        |        |        |        | 엘로스                                                              | 엘로스   | 엘로스      | 엘로스      | 엘로스      | 엘로스      |             |             |        |        |             |             | 엘론드      | 엘론드      | 엘론드      | 엘론드      | 엘론드     | 엘론드     |             |             | 켈레브리안  | 켈레브리안  | 켈레브리안  | 켈레브리안  | 켈레브리안 | 켈레브리안 |          |          |          |          |        |        |        |        |        |        |        |        |        |        |
|      |      |      |      |        |        |        |        |        |        |        |        |        |        |                                                                     |          |             |             |             |             |             |             |        |        |             |             |             |             |             |             |            |            |             |             |             |             |             |             |            |            |          |          |          |          |        |        |        |        |        |        |        |        |        |        |
|      |      |      |      |        |        |        |        |        |        |        |        |        |        | 누메노르의 왕들 안두니에의 영주들 아르노르의 왕들 아르세다인의 왕들 |          |             |             |             |             |             |             |        |        |             |             |             |             |             |             |            |            |             |             |             |             |             |             |            |            |          |          |          |          |        |        |        |        |        |        |        |        |        |        |
|      |      |      |      |        |        |        |        |        |        |        |        |        |        |                                                                     |          |             |             |             |             |             |             |        |        |             |             |             |             |             |             |            |            |             |             |             |             |             |             |            |            |          |          |          |          |        |        |        |        |        |        |        |        |        |        |
|      |      |      |      |        |        |        |        |        |        |        |        |        |        |                                                                     |          |             |             |             |             |             |             |        |        |             |             |             |             |             |             |            |            |             |             |             |             |             |             |            |            |          |          |          |          |        |        |        |        |        |        |        |        |        |        |
|      |      |      |      |        |        |        |        |        |        |        |        |        |        | 아라고른                                                            | 아라고른 | 아라고른    | 아라고른    | 아라고른    | 아라고른    |             |             | 아르웬 | 아르웬 | 아르웬      | 아르웬      | 아르웬      | 아르웬      |             |             | 엘라단     | 엘라단     | 엘라단      | 엘라단      | 엘라단      | 엘라단      |             |             | 엘로히르   | 엘로히르   | 엘로히르 | 엘로히르 | 엘로히르 | 엘로히르 |        |        |        |        |        |        |        |        |        |        |
|      |      |      |      |        |        |        |        |        |        |        |        |        |        | 아라고른                                                            | 아라고른 | 아라고른    | 아라고른    | 아라고른    | 아라고른    |             |             | 아르웬 | 아르웬 | 아르웬      | 아르웬      | 아르웬      | 아르웬      |             |             | 엘라단     | 엘라단     | 엘라단      | 엘라단      | 엘라단      | 엘라단      |             |             | 엘로히르   | 엘로히르   | 엘로히르 | 엘로히르 | 엘로히르 | 엘로히르 |        |        |        |        |        |        |        |        |        |        |
|      |      |      |      |        |        |        |        |        |        |        |        |        |        |                                                                     |          |             |             |             |             |             |             |        |        |             |             |             |             |             |             |            |            |             |             |             |             |             |             |            |            |          |          |          |          |        |        |        |        |        |        |        |        |        |        |
|      |      |      |      |        |        |        |        |        |        |        |        |        |        |                                                                     |          |             |             | 엘다리온    |             |             |             |        |        |             |             |             |             |             |             |            |            |             |             |             |             |             |             |            |            |          |          |          |          |        |        |        |        |        |        |        |        |        |        |

## 기타
아라고른은 210세의 나이로 죽음을 맞이했다. 동시대 인간보다 비교적 장수한 왕이지만, 이전 시대의 누메노르 왕국 그리고 2시대 망명 왕국의 국왕들보다 짧은 수명이었다. 영생의 삶이 주어진 요정에게는 짧은 순간에 지나지 않았으나, 결단을 내린 아르웬은 로스로리엔의 케린 암로스에서 삶을 마쳤다. 그녀가 죽은 후에 사람들은 저녁별 왕비를 망각하였고, 바다 동쪽에서는 더 이상 니프레딜과 엘라노르가 피지 않았으며, 옛날의 이야기는 더 이상 전해지지 않았다고 한다.